# Нівиця (Гожовський повіт)
Нівиця (пол. Niwica, нім. Gürgenaue) — село в Польщі, у гміні Дещно Гожовського повіту Любуського воєводства.
Населення — 39 осіб (2011).
У 1975-1998 роках село належало до Гожовського воєводства.

## Демографія
Демографічна структура станом на 31 березня 2011 року:
|          | Загалом | Допрацездатний вік | Працездатний вік | Постпрацездатний вік |
| -------- | ------- | ------------------ | ---------------- | -------------------- |
| Чоловіки | 24      | 3                  | 17               | 4                    |
| Жінки    | 15      | 2                  | 7                | 6                    |
| Разом    | 39      | 5                  | 24               | 10                   |